# Erik Gunnar Eklöf
Erik Gunnar Eklöf (ur. 22 grudnia 1922 w Ragundzie, zm. ?) – szwedzki ochotnik 5 Dywizji Pancernej SS "Wiking" i 11 Ochotniczej Dywizji Grenadierów Pancernych SS "Nordland", a następnie oficer łącznikowy w Głównym Urzędzie SS podczas II wojny światowej.
W sierpniu 1941 r. wyjechał ze Szwecji do Niemiec. Wstąpił do Waffen-SS. Po przeszkoleniu przydzielono go do 5 Dywizji Pancernej SS "Wiking". 1 września 1943 r. ukończył SS-Junkerschule w Bad Tölz, osiągając stopień SS-Untersturmführera. Został odkomenderowany do sztabu III Korpusu Pancernego SS. Od 20 maja 1944 r. służył w SS-Panzer-Aufkl.-Abt. 11 w 11 Ochotniczej Dywizji Grenadierów Pancernych SS "Nordland". 18 lipca został ranny podczas walk na Litwie, kiedy jego pojazd trafiono pociskiem przeciwpancernym. Po wyleczeniu został odznaczony Żelaznym Krzyżem 2 klasy, po czym odkomenderowano go do Głównego Urzędu SS w Berlinie, gdzie objął funkcję oficera łącznikowego ze szwedzkimi ochotnikami SS. Z powodu konfliktu o kobietę zabił swojego kolegę Svena Rydéna. Został na krótko aresztowany, po czym przydzielono go formalnie do SS-Jagdverband "Nordwest". Faktycznie nadal pełnił funkcję oficera łącznikowego w SS-Hauptamt. Uczestniczył w obronie Berlina na przełomie kwietnia i maja 1945 r. Udało mu się uniknąć sowieckiej niewoli. Latem 1945 r. przedostał się do Szwecji.